# 오스트리아-튀르크 전쟁 (1716년~1718년)
오스트리아-투르크 전쟁은 오스트리아와 오스만 제국 사이의 분쟁을 말한다.
오스만 제국은 1699년 체결된 굴욕적 조약인 카를로비츠 조약(Treaty of Karlowitz)을 받아들일 수 없었다. 카를로비츠 조약 12년 후 오스만은 빈 전투(Battle of Vienna, 1683) 패배에 대한 복수를 원했다.
먼저, 오스만 대비자르(Grand Vizier) 발타즈 메흐메트(Baltacı Mehmet)가 이끄는 오스만군은 표트르 대제의 러시아군을 격파했다.(러시아-투르크 전쟁 (1710년-1711년) 또는 프루트 원정) 그 뒤, 투르크-베네치아 전쟁(1714년-1718년)에서 대 비자르 다마트 알리(Damat Ali)가 이끄는 오스만군은 1715년 모레아(Morea; 펠로폰네소스 반도)를 베네치아로부터 되찾았다.
그에 반응해 오스트리아는 카를로비츠 조약의 보증인으로서 오스만 제국에 위협을 가했다. 그러나 오스만 제국의 반응은 오스트리아를 상대로 전쟁을 선포하게 했다.
1716년, 사부아 공 외젠(Prince Eugene of Savoy, 1663-1736)은 오스만군을 페트로바라딘(Petrovaradin) 전투에서 격파한 뒤, 1716년 10월에는 바나트(Banat; 루마니아 서부) 지방의 주도 티미쇼아라(Timişoara)를 점령했다. 이듬해 오스트리아군이 베오그라드(Beograd)까지 점령하자 오스만 제국은 평화를 원했고, 1718년 파사로비츠 조약(Treaty of Passarowitz)이 체결되었다. 조약으로 오스트리아는 1699년 얻은 영토를 확실히 인정받았고 베오그라드를 획득했다. 도나우강 남쪽은 오스만 측에 남게 되었다.